# Schlecker

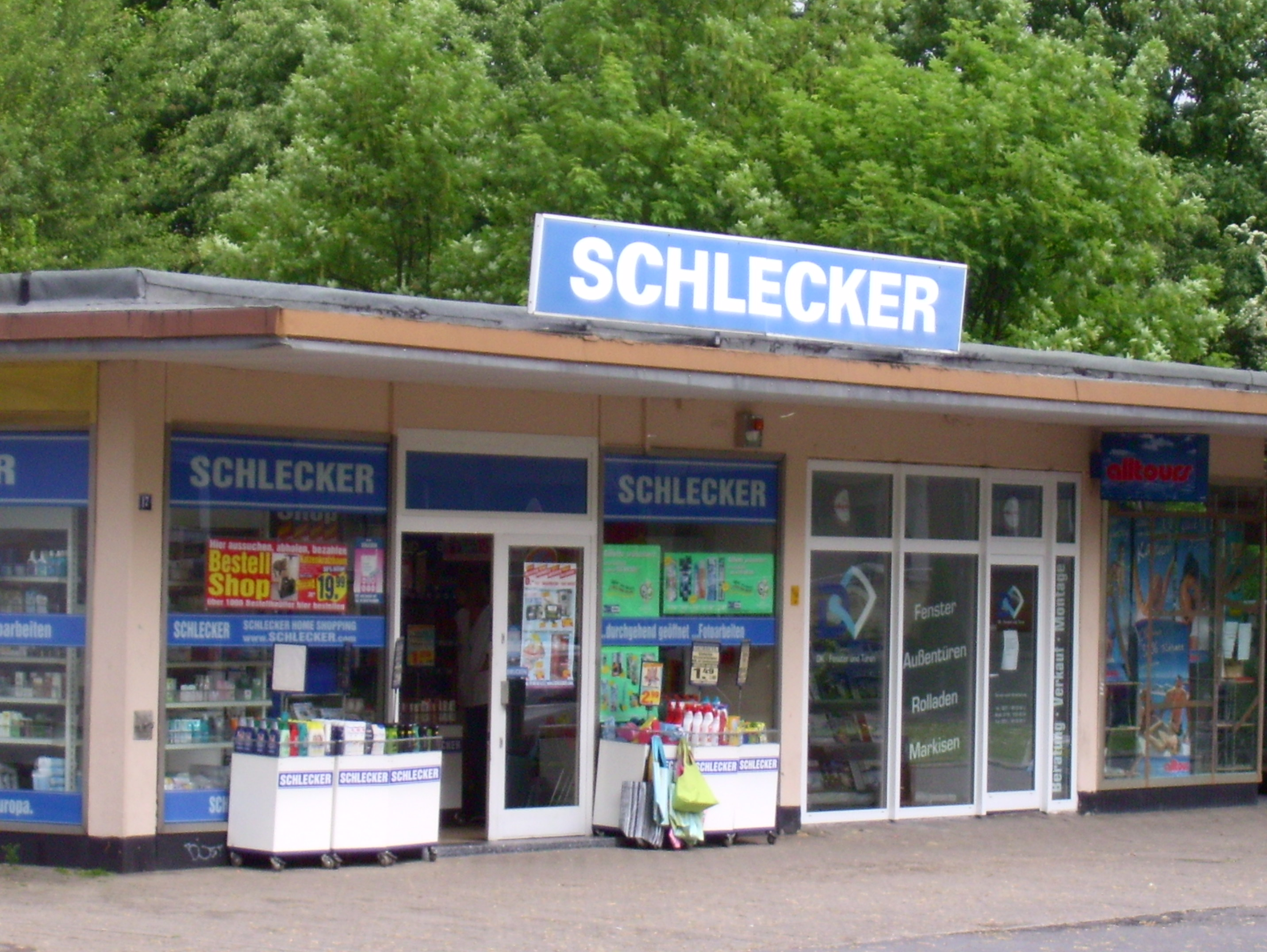

Schlecker var en tysk dagligvarubutikkedja med huvudkontor i Ehingen (Donau). Schlecker var sett till antalet filialer Tysklands största dagligvarubutikkedja med över 10 000 filialer. Bolaget gick i konkurs 2012.

## Historia
Schlecker grundades i sin nuvarande form 1975 av Anton Schlecker. Schlecker hade som 21-åring börjat arbeta för fadern som sysslade med slakterinäring. Anton Schlecker valde istället att satsa på tvättmedel och andra rengöringsprodukter. Sedermera utvecklade han sitt koncept med låga priser, Discount som är begreppet i Tyskland. En rasande utveckling tog fart där filier öppnades och fortfarande öppnas hela tiden. Schlecker har en taktik där man inriktar sig på att ha låga omkostnader för markägande och personal. Företaget har fått hård facklig kritik för sin personalpolitik. Schleckers storlek har gjort att man kunnat pressa priserna från leverantörerna. 
1987 följde den första Schlecker-butiken utanför Tyskland och man etablerade sig snabbt i grannländerna till Tyskland. Idag satsar man för att etablera sig på de östeuropeiska marknaderna men man växer fortfarande i Tyskland. 
Huvudkontoret ligger i Ehingen i Schwaben i Baden-Württemberg där Anton Schlecker växte upp och startade upp verksamheten. Huvudkontoret är en del av komplexet Schleckerland. Anton Schlecker driver koncernen tillsammans med sin fru Christa och de två vuxna barnen. 